# Metrische Synkope
Als metrische Synkope bezeichnet man in der Verslehre die Auslassung eines Verselementes bei der Realisierung eines metrischen Schemas im Vers. Ausgelassen werden dabei stets schwächere Elemente, also Senkung bei akzentuierendem bzw. Kürze bei quantitierendem Versprinzip.
Ist das Versmaß beispielsweise ein jambischer Trimeter mit dem Schema
◡—◡—ˌ◡—◡—ˌ◡—◡—
so würde durch Auslassung der geklammerten Elemente
◡—(◡)—ˌ(◡)—◡—ˌ◡—(◡)—
ein Vers der synkopierten Form
◡——ˌ—◡—ˌ◡——
entstehen. Die Versfüße des synkopierten Verses sind Bacchius (◡——) und Kretikus (—◡—), weshalb man diese Versfüße auch als synkopierte Formen des jambischen Metrons bezeichnet.
Die metrische Synkope ist zu unterscheiden von der ebenfalls als Synkope bezeichneten Auslassung eines unbetonten Vokals, etwa zur Wahrung des Versmaßes:
Grau, teurer Freund, ist alle Theorie,

Und grün des Lebens goldner Baum.
Hier wird „goldener“ zu „goldner“ synkopiert, da eine zusätzliche Senkung gegen das Versmaß verstoßen würde. Im Gegensatz zu dieser Auslassung von Lauten wird aber bei der metrischen Synkope ein Element des Versmaßes ausgelassen.